# Râul Niraj
Niraj (în maghiară Nyárád, în germană Niersch) este un râu afluent râului Mureș, în partea stângă acestuia. Vărsarea în Mureș se face în zona orașului Ungheni. Nirajul izvorăște din Munții Gurghiului la o altitudine de 1239 metri. Lungimea râului este de 82 kilometri, iar suprafața bazinului hidrografic este de 651 kilometri patrați. Afluenții Nirajului sunt pâraiele: Nirajul Mic, Călugăreni, Maiad, Hodoșa, Vărgata, Tirirmia.
Se formează la confluența dintre râul Nirajul Mic și râul Nirajul Mare.

## Imagini

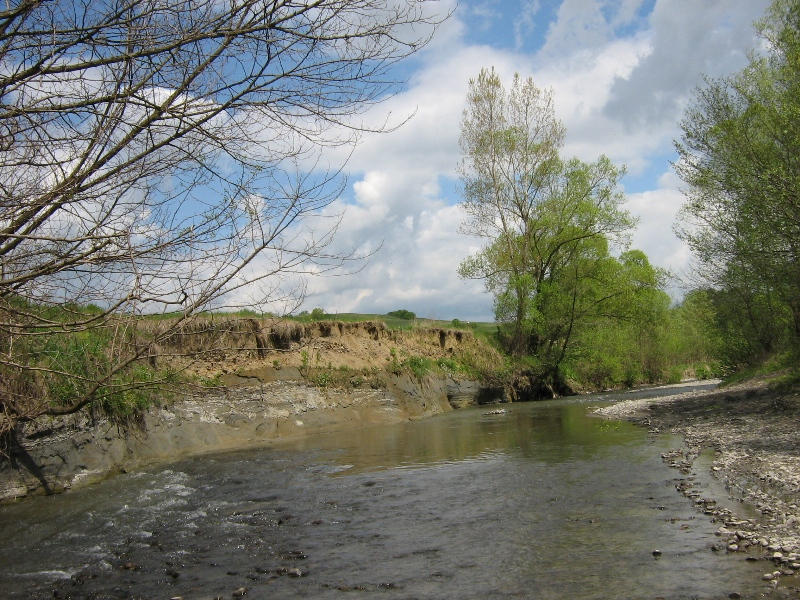
Râul Niraj lângă localitatea Grâuşorul, Mureș
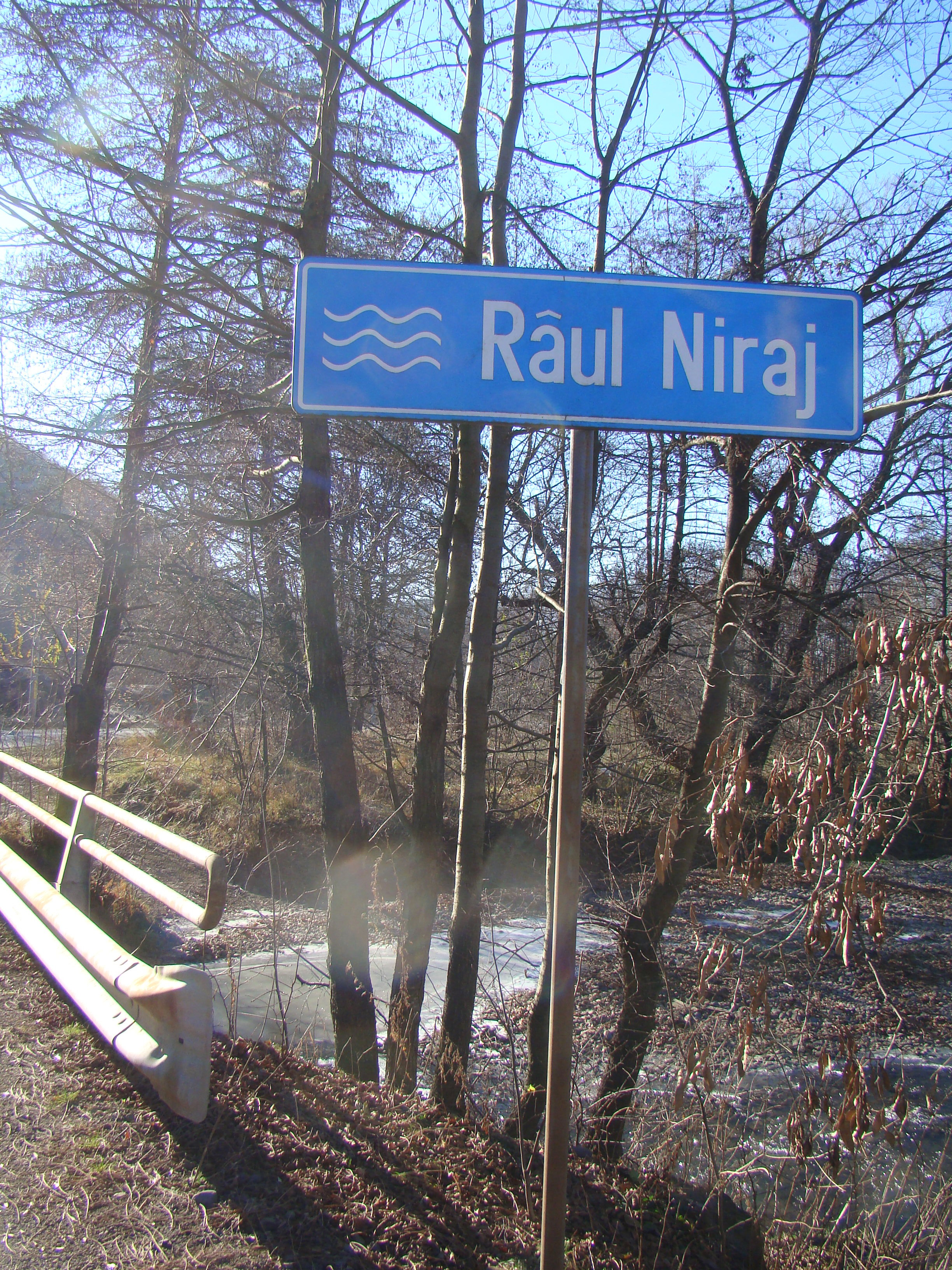
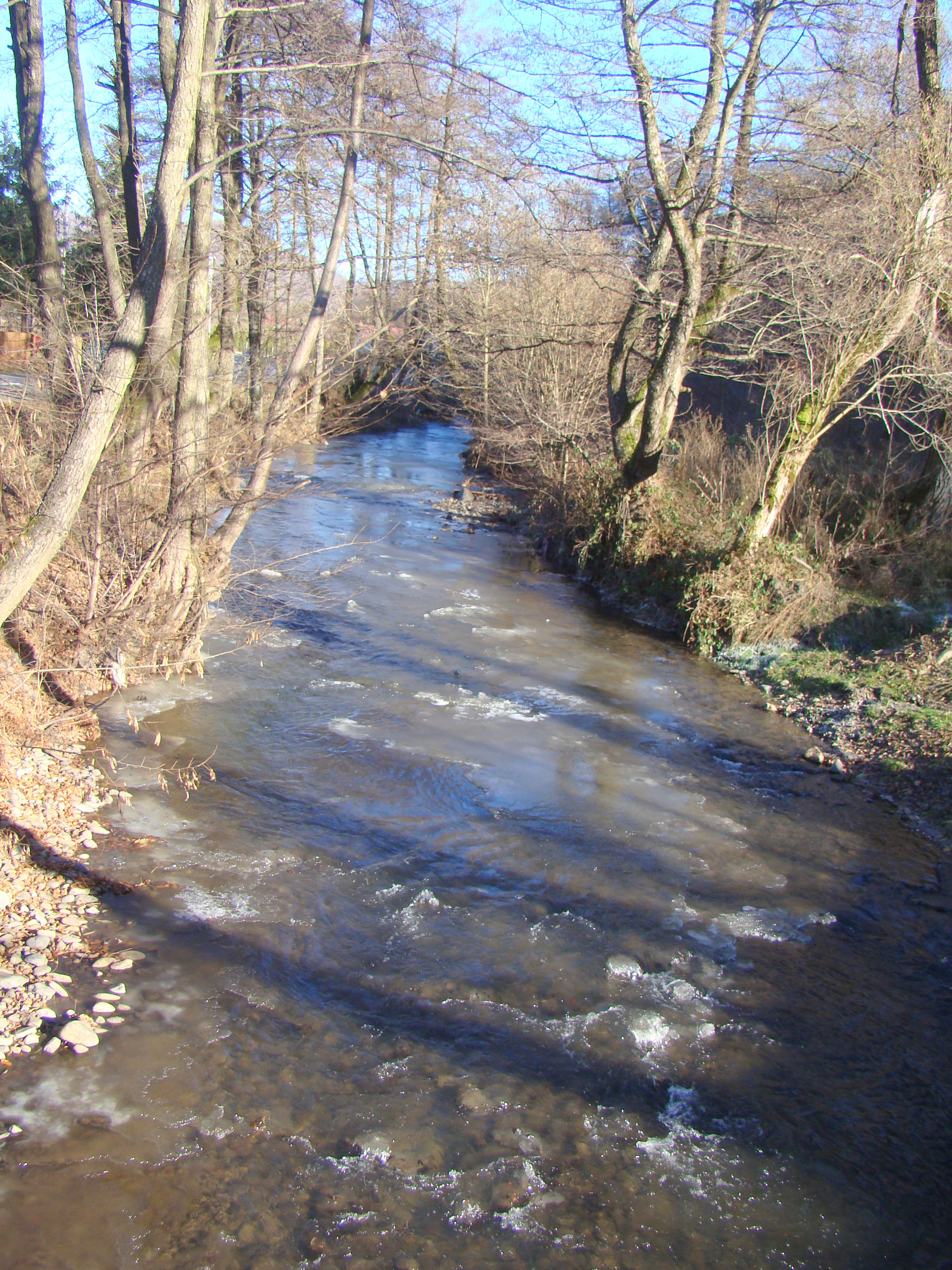
Râul Niraj la Câmpu Cetății, județul Mureş
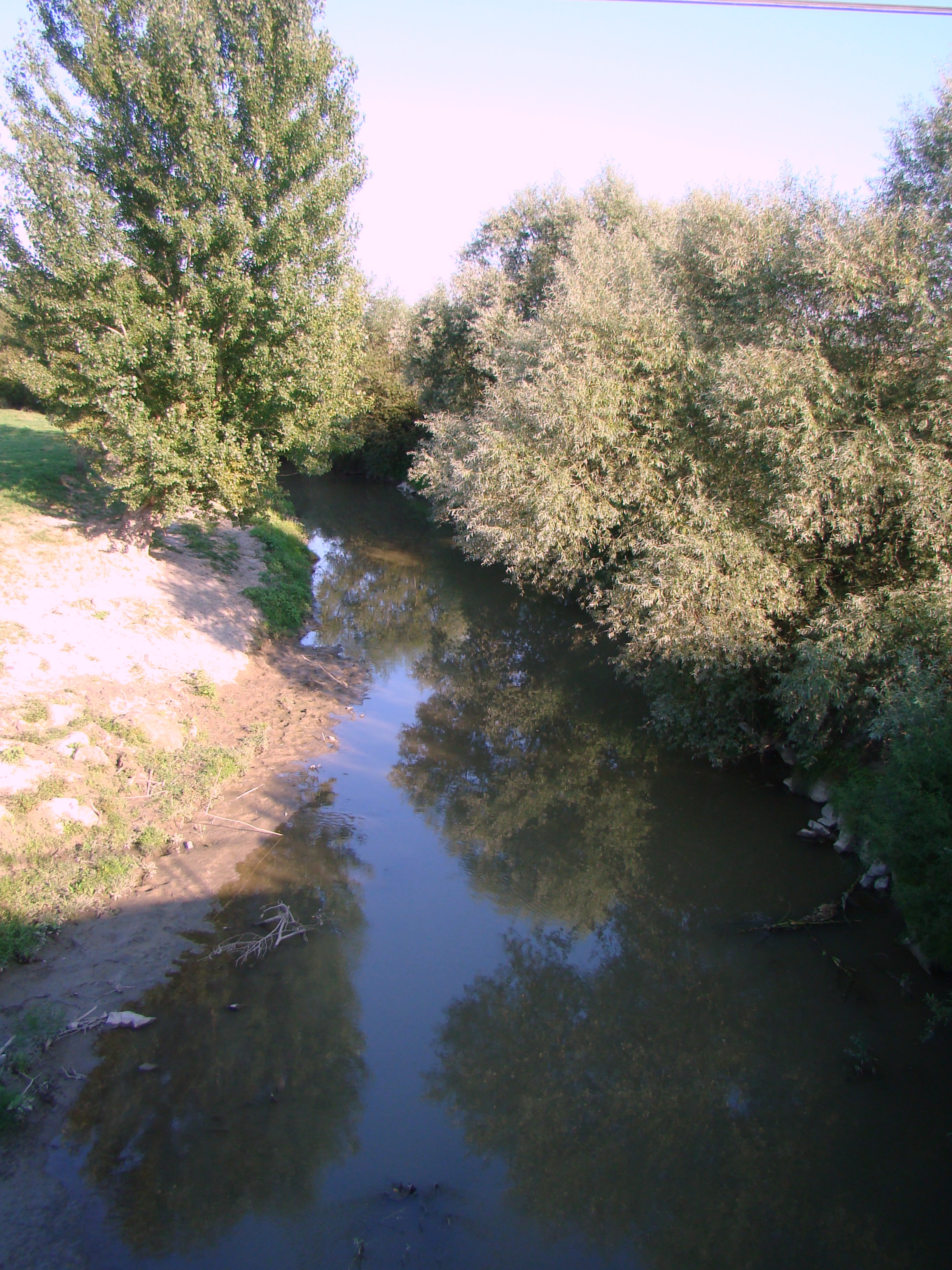
Râul Niraj la Crăciunești, județul Mureş

## Hărți
- Harta județului Mureș
- Harta zonei Miercurea Nirajului  Arhivat în 24 ianuarie 2007, la Wayback Machine.